# Mihai Băcescu
 (février 2019).
Si vous disposez d'ouvrages ou d'articles de référence ou si vous connaissez des sites web de qualité traitant du thème abordé ici, merci de compléter l'article en donnant les références utiles à sa vérifiabilité et en les liant à la section « Notes et références ».
Mihai Băcescu, né le 28 mars 1908 à Broșteni et mort à Bucarest le 6 août 1999, est un zoologiste roumain.

## Biographie
Orphelin à l’âge de quatre ans, il entre à l’université en 1933 et présente cinq ans plus tard une thèse sur Les mysidacés des eaux roumaines (étude taxonomique, biogéographique et biologique). En 1939, il obtient une bourse en France et travaille notamment au Muséum national d'histoire naturelle de Paris, au Musée océanographique de Monaco, à la station de biologie marine de Banyuls-sur-Mer et à celle de Roscoff. Il se fait apprécier les zoologistes français dont Louis Fage (1883-1964), Édouard Chatton (1883-1947), Charles Pérez (1873-1952) et Jules Richard (1863-1945) et il représente la Roumanie à la Commission internationale pour l'exploration scientifique de la Méditerranée (CIESM), dont Grigore Antipa était membre fondateur.
C’est sur l’intervention de Grigore Antipa (1867-1944) qu’il est transféré en 1940 de l’université de Iași au Muséum national d'histoire naturelle de Bucarest où il travaillera jusqu’à la fin de sa vie et qu’il dirigera durant près de trente ans. Après une période de difficultés initiales avec la police politique communiste après 1945, qui en plein stalinisme fait du zèle pour prouver son efficacité en persécutant tous ceux qui avaient servi la monarchie précédente, il est réhabilité en 1954 et exerce diverses fonctions dans le domaine de la recherche océanographique et piscicole du pays. Étant membre fondateur de la CIESM, il est même le seul océanographe roumain autorisé à se rendre, avec un visa français, à Monaco (que la Roumanie communiste ne reconnaît pas) et à participer à des campagnes océanographiques internationales avec le CNEXO français en 1974 en Atlantique sur la Thalassa I et en 1977 avec l'équipe Cousteau.
Băcescu fait paraître près de 480 publications sur les animaux les plus variés. Il s’intéresse à leur morphologie, la taxinomie, la zoogéographie mais aussi à la protection des espèces comme à leurs rapports avec les êtres humains. Sa principale spécialisation sont les mysidacés, les cumacés et les tanaïdacés dont il décrit plus de trois cents nouveaux taxons dont plusieurs familles. Il est également l’auteur de nombreux livres sur l’écologie de la mer Noire, la faune de Roumanie, la bioethnologie, etc. Băcescu participe à plusieurs voyages scientifiques sur les côtes du Pérou et du Chili (1965), de Mauritanie (1975), d’Arabie (1977) et de Tanzanie (1973-1974).
En hommage à son œuvre, plus de 70 taxons lui ont été dédiés par divers scientifique. Louis Fage lui a notamment dédié l’espèce de Cumacea, Diastyloides bacescoi.

## Liste partielle des publications
(décembre 2017).
- Bacescu, M. (1950). "Cumaceii Mediteraneeni modificati de mediul pontic." Analele Academiei Republicii Populare Romîne Tomul 3(Memoriul 2): 453-457.
- Bacescu, M. (1951). "Cumacea." Analele Academiei Republicii Populare Romîne Tomul 4(1): 5-91.
- Bacescu, M. (1951). "Nannastacus euxinicus n. sp., Cumaceu nou gasit în apele Marii Negre." Comunicarile Academiei Republicii Populare Romîne Tomul 1(7): 585-592.
- Bacescu, M. (1956). "Cumopsis fagei n. sp., Cumacé nouveau, provenant des eaux du littoral français de la Manche." Vie et Milieu 7(3): 357-365.
- Bacescu, M. (1961). "Deux espèces nouvelles de Makrokylindrus sous-genre Vemakylindrus n. sp. (Crustacés, Cumacés) des eaux tropicales du Pacifique (Côte américaine)." Analele Academiei Republicii Populare Romîne Tomul 6(3): 326-333.
- Bacescu, M. (1961). "Contribution a l'étude des Cumacés de la Méditerranée et particulièrement des côtes d'Israël." Rapports et Procès-verbaux des réunions de la C.I.E.S.M.M 16: 496-502.
- Bacescu, M. (1962). "Contribution a la connaissance du Genre Makrokylindrus Stebbing (Crustacea, Cumacea)." Abyssal Crustacea 1: 210-222.
- Bacescu, M. (1969). "Deux Cumacés nouveaux: Diastyloides carpinei n. sp. dans la Méditerranée et Hemilamprops lotusae dans l'Atlantique Argentin." Revue Roumaine de Biologie, Academia Republicii Socialiste România 164-171.
- Bacescu, M. (1971). "Cumacea from the littoral waters of Florida (Caribbean Sea)." Travaux du Muséum d'Histoire Naturelle Grigore Antipa 11: 7-23.
- Bacescu, M. (1972). "Archaeocuma and Schizocuma, new genera of Cumacea from the American tropical waters." Revue Roumaine de Biologie, Academia Republicii Socialiste România 17: 241-250.
- Bacescu, M. (1972). "Cumella africana n. sp. and Makrokylindrus (Coalescuma) reyssi n. sp. (Cumacea, Crustacea) from the Saharan bottom of the Atlantic." Revue Roumaine de Biologie, Academia Republicii Socialiste România 17(143-151).
- Bacescu, M. (1973). "Bibliographia Cumanceorum." Cecetari Marine, I.R.C.M. 5, 6: 226-261.
- Bacescu, M. (1979). "Heteroleucon heardi n. sp. from the Mexican Gulf." Revue Roumaine de Biologie, Academia Republicii Socialiste România 24: 95- 97.
- Bacescu, M. (1982). "Contributions a la connaissance de cumacés de la mer de Marmara et d'Égée (Ile Eubea)." Travaux du Muséum d'Histoire Naturelle Grigore Antipa 24: 45-54.
- Bacescu, M. (1982). "Contribution a l'étude des Cumacés de la Méditerranée et particulièrement des côtes d'Israël." Rapports et Procès-verbaux des réunions de la C.I.E.S.M.M. 16(2): 495-501.
- Bacescu, M. (1988). Cumacea I (Fam. Archaeocumatidae, Lampropidae, Bodotriidae, Leuconidae). The Hague, Academic Publishing.
- Bacescu, M. (1990). "New Cumacea from Northern Australian waters." Beaufortia 41(2): 9-13.
- Bacescu, M. (1991). "Campylaspis wardi n. sp. and Gynodiastylis nordaustraliana n. sp. from the littoral waters of Northern Australia." Travaux du Muséum d'Histoire Naturelle Grigore Antipa 31: 317-322.
- Bacescu, M. (1991). "Sous-marines des Bermudes." Revue Roumaine de Biologie, Academia Republicii Socialiste România 36: 1-5.
- Bacescu, M. (1992). "Sur quelques Cyclaspis (Crustacea, Cumacea) des eaux nw d'Australie." Travaux du Muséum d'Histoire Naturelle Grigore Antipa 32: 251-256.
- Bacescu, M. (1992). "Deux espèces nouvelles de Cumella (Crustacea, Cumacea) des grottes sous-marines de Bermuda." Travaux du Muséum d'Histoire Naturelle Grigore Antipa 32: 257-262.
- Bacescu, M. (1992). Cumacea II: Families Nannastacidae, Diastylidae (en), Pseudocumatidae (en), Gynodiastylidae (en) et Ceratocumatidae. La Haye, Academic Publishing.
- Bacescu, M. (1994). "The list of taxa described by Mihai Bacescu." Travaux du Muséum d'Histoire Naturelle Gigore Antipa 34: 611-615.
- Bacescu, M. and E. L. De Quieroz (1985). "The contribution of Cumacea in the feeding of the Rajidae Sympterigia acuta and S. bonaparti from Rio Grande do Sul- S. Brazil." Travaux du Muséum d'Histoire Naturelle Grigore Antipa 27: 9-18.
- Bacescu, M. and L. B. Hothuis (1988). "Bodotria Goodsir, 1843 (Crustacea, Cumacea): proposed conservation." Bulletin of Zoological Nomenclature 45(4): 264-266.
- Bacescu, M. and L. B. Hothuis (1988). "Iphinoe Bate, 1856 (Crustacea, Cumacea): proposed conservation." Bulletin of Zoological Nomenclature 45(4): 267-269.
- Bacescu, M. and L. B. Hothuis (1988). "Leucon Krøyer, 1846 (Crustacea, Cumacea): proposed conservation." Bulletin of Zoological Nomenclature 45(4): 270-271.
- Bacescu, M. and Z. Muradian (1972). "Trois espèces nouvelles de Procampylaspis (Cumacea) des eaux de la Mauritanie (Atlantique Tropical de l'est)." Revue Roumaine de Biologie, Academia Republicii Socialiste Romania 17(3-13).
- Bacescu, M. and Z. Muradian (1972). "Nouvelles espèces de Nannastacidae (Crustacés, Cumacés) dans les eaux Sahariennes de l'Atlantique." Rev. Trav. Inst. Pêches Marit 36(3): 255-269.
- Bacescu, M. and Z. Muradian (1974). "Floridocuma selvakumarani gen. nov., sp. nov. and Bathycumella est-Africana gen. nov., sp. nov.- new Nannastacidae (Cumacea) from over 200 m depth." Travaux du Muséum d'Histoire Naturelle Grigore Antipa: 103-110.
- Bacescu, M. and Z. Muradian (1974). "Campylaspenis, Styloptocuma, Atlantocuma, new genera of Cumacea from the deep waters of the Atlantic." Revue Roumaine de Biologie, Academia Republicii Socialiste România 19(2): 71- 79.
- Bacescu, M. and Z. Muradian (1974). "New Cumacea from the North-Western Atlantic: Ceratocuma panamensis n. sp., Cimmerius costlowi n. sp. and some comments upon Petalosarsia declivis (G. O. Sars)." Revue Roumaine de Biologie, Academia Republicii Socialiste România 19: 217- 227.
- Bacescu, M. and Z. Muradian (1975). "New Cumacea from the Red Sea." Travaux du Muséum d'Histoire Naturelle Grigore Antipa: 35-69.
- Bacescu, M. and Z. Muradian (1976). "Bathylamprops motasi, sp. n. from the West Atlantic and some considerations on the genus." Studii si Comunicari, Muzeul de Stiinte ale Naturii din Bacau: 15-19.
- Bacescu, M. and Z. Muradian (1977). "Species of the Genus Cumella (Cumacea, Nannastacidae) from the Western tropical Atlantic." Travaux du Muséum d'Histoire Naturelle Gigore Antipa 18: 89-101.
- Bacescu, M. and Z. Muradian (1977). "Cubanocuma gutzui gen. et. sp. n. (Cumacea, Nannastacidae) from the tropical Western Atlantic." Revue Roumaine de Biologie, Academia Republicii Socialiste România 22(1): 3- 9.
- Bacescu, M. and Z. Muradian (1978). "Fontainella mediterranea gen. n., sp. n., Cumacé (Pseudocumatidae) trouvé en Méditerranée orientale." Revue Roumaine de Biologie, Academia Republicii Socialiste România 23: 3-7.
- Bacescu, M. and I. Petrescu (1991). "New Cumacea (Crustacea, Peracarida) from the littoral waters of Brazil." Travaux du Muséum d'Histoire Naturelle Grigore Antipa 31: 327-340.
- Bacescu, M. and I. Petrescu (1999). Traité de Zoologie, Anatomie, Systématique, Biologie. Mémoires de l'Institut Océanographique Monaco. P.-P. Grassé. Paris, Masson. 7, Fascicule IIIA.
- Băcescu-Mester, L. (1967). "Contribution to the knowledge of the Genus Leptostylis Sars (Cumacea): three new species collected by the Vema expedition." Crustaceana 13(18): 266-274.

Băcescu a également écrit une douzaine de livres en roumain, et fondé le Muséum de Fălticeni. Il était membre de l'Académie roumaine, mais aussi de la Société française de Zoologie et de la direction de l'Institut océanographique Albert 1er de Monaco.

## Note
1. ↑  En français dans le texte.